# Frappes aériennes de 2007 dans la province d'Helmand
 (décembre 2021).

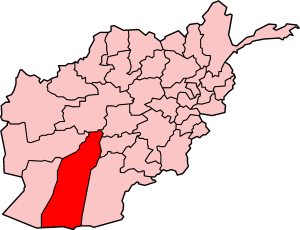
Les frappes aériennes dans la province d'Helmand font le plus grand nombre de morts parmi les civils depuis 2001.

Les frappes aériennes de 2007 dans la province d'Helmand sont une série de frappes aériennes menées par l'OTAN le 22 juin 2007 qui entraînent la mort d'au moins 45 civils afghans. Le nombre de morts dans le sud de la province d'Helmand est le plus élevé depuis 2001. Les forces dirigées par les États-Unis utilisent Ces bombardements intensifs dans leur campagne pour chasser les talibans du pouvoir,.

## Contexte
La guerre en Afghanistan commence le 7 octobre 2001, en réponse aux attaques du 11 septembre 2001 contre les États-Unis. Cela marque le début de la guerre américaine contre le terrorisme. Le but déclaré de l'invasion est de capturer Oussama ben Laden, de détruire Al-Qaïda et de supprimer le régime taliban qui a fourni un soutien et un refuge à Al-Qaïda.
Les États-Unis et la Grande-Bretagne mènent la campagne de bombardements aériens, avec des forces terrestres fournies principalement par l'Alliance du Nord afghane et complétées par des troupes de l'OTAN. Le nom militaire américain de la mission est Opération Enduring Freedom (OEF).
Un décompte des Nations unies montre que parmi les décès de civils cette année, 314 sont causés par les forces de sécurité internationales ou afghanes, et 279 par les insurgés. Un décompte similaire de l'Associated Press, bien qu'inférieur, montre la même tendance : 213 tués par les États-Unis ou l'OTAN et 180 par les talibans[réf. souhaitée].

## Réactions

### Réactions afghanes
La mort de civils exaspère les afghans. Le président afghan Hamid Karzaï condamne les forces pour leur imprudence et invite à ne pas considérer la vie des afghans comme « bon marché ». Il reproche également aux talibans d'avoir utilisé des civils comme boucliers humains. Sher Mohammad Akhanzada, membre du parlement de la province, déclare que le président Hamid Karzaï a ordonné à une équipe de six hommes de mener une enquête plus approfondie sur les dizaines de morts dans la province d'Helmand. Hamid Karzaï accuse l'OTAN d'opération imprudente,.

### Réaction de l'OTAN
L'OTAN admet que certains civils ont été tués lors des frappes, mais rajoute que le nombre est bien inférieur à 45, et salue l'ordre de Karzaï de demander une enquête approfondie[réf. souhaitée].

### Réactions internationales
Le Pakistan condamne les meurtres de civils perpétrés par les forces de l'OTAN dans les zones tribales limitrophes de l'Afghanistan.